# Animali da palcoscenico
Animali da palcoscenico è il settimo album in studio del gruppo musicale italiano Nobraino pubblicato il 1º marzo 2024 dall'etichetta discografica indipendente Baobab Music e distribuito da Warner Music Italy.

## Descrizione
L'album segna un ritorno alle origini per la band, che dopo aver passato l'estate 2023 in Tour, è tornata in studio dopo otto anni per riabbracciare il processo creativo dei loro esordi: la pura essenza della musica rock eseguita con voce, chitarra, basso e batteria. Registrato dall’11 settembre 2023 al 3 gennaio 2024 e prodotto insieme a Ivan Antonio Rossi viene pubblicato in solo formato LP.
Il disco, composto da nove tracce inedite e una cover, alcune già eseguite dal vivo da Lorenzo Kruger durante i concerti piano e voce (dal 2016 al 2023), rappresenta un viaggio attraverso il tempo, unendo l'essenza del cantautorato italiano con il rock degli anni '90 e 2000.
Tra le tracce troviamo Hotel Supramonte, cover di Fabrizio De André (in origine pubblicata sull'omonimo album del 1981) e Fermentazione, un brano energico, dalle sonorità rock e primo singolo che anticipa l'uscita dell'album e Dubbi sul futuro, canzone sulla quale Lorenzo Kruger ha lavorato tantissimo tempo e che parla esattamente di quel momento di quando ti innamori la prima volta e la vita diventa un interminabile pomeriggio di sole, di baci e risate; ma sdraiati su quel prato non ci si rende conto che nel migliore dei casi quello è l'inizio di un percorso a dir poco ambizioso, faticoso ed incerto: la vita di una coppia. La canzone viene pubblicata come secondo singolo il 5 gennaio 2023, lo stesso giorno in cui Lorenzo Kruger si sposa con la compagna Luisa al Teatro Petrella di Longiano. 
Glenn Miller, terzo singolo, è dedicata al trombonista, direttore d'orchestra e compositore statunitense Glenn Miller scomparso improvvisamente il 15 dicembre 1944, mentre sorvolava la Manica a bordo di un aereo militare per raggiungere Parigi, dove la sua orchestra avrebbe dovuto suonare per i soldati che avevano da poco liberato la capitale francese; il suo corpo non è mai stato recuperato. Nell'album in versione digitale è contenuta inoltre Fake Muse Ep 1 una traccia podcast con la voce di Astrid Serughetti a riguardo di Glenn Miller pensata come informativa propedeutica all'ascolto della storia narrata nel brano Glen Miller.
La copertina è stata realizzata da Luca Soncini, illustratore di fama internazionale che ha lavorato per i quotidiani statunitensi Los Angeles Times, The Washington Post e altri; è un incrocio stilistico tra Roger Rabbit e Joel ed Ethan Coen e parla della mutazione che avviene sul palcoscenico, dove nel rito del concerto viene evocato lo spirito ancestrale della musica; la performance live è sentita dai Nobraino come un momento di possessione al quale abbandonarsi.
Vengono realizzati i video musicali di Fermentazione e Glenn Miller, registrato il 18 febbraio 2023 al Cortile Caffè di Bologna con la partecipazione di alcuni fan. Nel video la band si sta esibendo nel piccolo locale in mezzo alla tipica ressa delle situazioni underground. In quelle dimensioni, palco e platea si mischiano e il pubblico salta e poga letteralmente col gruppo. La scena diventa comica perché ad assistere a tutto questo c'è una incredula giornalista (interpretata da Nicoletta Nardi della band) che sta facendo un'inchiesta sul curioso fenomeno dei piccoli eventi. Il video propone una riflessione urgente sui cambiamenti nel settore della musica live; la crescente tendenza del pubblico a gravitare attorno ai grandi eventi, a scapito dei piccoli concerti, minaccia seriamente la sopravvivenza del circuito alternativo italiano. Si stima che negli ultimi 10 anni il numero degli eventi inferiore alle 200 persone, sia diminuito del 50%. Questa migrazione di pubblico verso i grandi live ha portato ad una progressiva scomparsa dei piccoli club, sale, festival minori e contenitori non convenzionali di musica suonata. Un universo di situazioni che negli anni passati ha tenuto in vita in maniera capillare la cultura musicale nei nostri centri urbani, anche nei più piccoli. La polarizzazione dell'audience in questo senso minaccia non solo la sopravvivenza di questi luoghi, ma limita anche le opportunità per i nuovi artisti e piccole realtà discografiche di fare esperienza di palco e di autopromozione. 
Dal 29 marzo al 30 aprile 2024 rimarranno impegnati nella tournée Animali da palcoscenico Club Tour composto da 10 date per club d'Italia.

## Tracce
Lato A
Testi e musiche di Lorenzo Kruger e Lorenzo Kruger e Nestor Fabbri arrangiamenti eccetto dove indicato.
1. Arte contemporanea – 3:11
2. Canzone d'amore per correre – 3:23
3. Dubbi sul futuro – 4:04
4. Esperto di comunicazione – 4:18
5. Fermentazione – 2:53

Lato B
1. Glenn Miller – 3:10
2. Hotel Supramonte – 3:43 (Fabrizio De André, Massimo Bubola) – (brano di Fabrizio De André, da Fabrizio De André, 1981)
3. L'ultimo uomo a cavallo – 3:07
4. Pixel – 3:28 (Nobraino, Pari)
5. Test di Gravità – 3:33

Tracce bonus nell'edizione digitale
1. Fake Muse Ep 1 (podcast su Glenn Miller, voce di Astrid Serughetti) – 9:35

## Crediti
- Lorenzo Kruger - paroliere e voce
- Nobraino - musiche, produzione
- Néstor Fabbri - chitarra
- Pietro (Bartok II) Casadei - basso
- Il Vix - batteria
- Ivan Antonio Rossi - produzione, mixaggio e masterizzazione
- Lorenzo Di Baldi - assistente di mix
- Registrazione: Farmhouse Studio Rimini, AllegroModerato Studio Roma, Ex Bar Cristina Recordingz Studio Cesena
- Mixaggio e masterizzazione: 8brr.rec Studio Milano, Sartoria57 Studio Milano